# Arturo Chiappe
Alejandro Aníbal Arturo Chiappe (ur. 24 marca 1889  w Buenos Aires,  zm. 7 stycznia 1952) – argentyński piłkarz, grający podczas kariery na pozycji obrońcy.

## Kariera klubowa
Arturo Chiappe podczas kariery był zawodnikiem River Plate, w którym występował w latach 1908–1920.

## Kariera reprezentacyjna
W reprezentacji Argentyny Chiappe występował w latach 1907–1916. W reprezentacji zadebiutował 27 maja 1910 w wygranym 3-1 towarzyskim meczu z Chile. W 1910 został powołany na pierwszą, jeszcze nieoficjalną edycję Mistrzostw Ameryki Południowej, który wówczas nazywał się Copa Centenario Revolución de Mayo 1910.
Na turnieju w Buenos Aires Chiappe był rezerwowym i nie wystąpił w żadnym meczu. W 1916 został powołany na pierwszą, już oficjalną edycję Mistrzostw Ameryki Południowej. Na turnieju w Buenos Aires Chiappe wystąpił w meczu z Brazylią. Ostatni raz w reprezentacji Chiappe wystąpił 15 sierpnia 1916 w wygranym 2-1 meczu z Urugwajem, którego stawką była Copa Lipton. Ogółem w barwach albicelestes wystąpił w 13 meczach.
| Mecze i gole w reprezentacji | Mecze i gole w reprezentacji | Mecze i gole w reprezentacji | Mecze i gole w reprezentacji | Mecze i gole w reprezentacji | Mecze i gole w reprezentacji | Mecze i gole w reprezentacji |
| #                            | Data                         | Miasto                       | Przeciwnik                   | Gol                          | Wynik                        | Rozgrywki                    |
| ---------------------------- | ---------------------------- | ---------------------------- | ---------------------------- | ---------------------------- | ---------------------------- | ---------------------------- |
| 1.                           | 27.05.1910                   | Buenos Aires                 | Chile                        |                              | 3:1                          | mecz towarzyski              |
| 2.                           | 06.10.1912                   | Avellaneda                   | Urugwaj                      |                              | 3:3                          | Copa Lipton                  |
| 3.                           | 01.12.1912                   | Montevideo                   | Urugwaj                      |                              | 3:1                          | mecz towarzyski              |
| 4.                           | 15.06.1913                   | Avellaneda                   | Urugwaj                      |                              | 1:1                          | Copa Sáenz Peña              |
| 5.                           | 09.07.1913                   | Avellaneda                   | Urugwaj                      |                              | 2:1                          | Copa Sáenz Peña              |
| 6.                           | 15.08.1913                   | Avellaneda                   | Urugwaj                      |                              | 4:0                          | Copa Lipton                  |
| 7.                           | 05.10.1913                   | Montevideo                   | Urugwaj                      |                              | 0:1                          | Gran Premio                  |
| 8.                           | 26.10.1913                   | Montevideo                   | Urugwaj                      |                              | 0:1                          | Copa Newton                  |
| 9.                           | 18.07.1915                   | Montevideo                   | Urugwaj                      |                              | 3:2                          | Gran Premio                  |
| 10.                          | 15.08.1915                   | Buenos Aires                 | Urugwaj                      |                              | 2:1                          | Copa Lipton                  |
| 11.                          | 12.09.1915                   | Montevideo                   | Urugwaj                      |                              | 0:2                          | Copa Newton                  |
| 12.                          | 10.07.1916                   | Buenos Aires                 | Brazylia                     |                              | 1:1                          | Copa América                 |
| 13.                          | 15.08.1916                   | Montevideo                   | Urugwaj                      |                              | 2:1                          | Copa Lipton                  |